# ألمانوفيل

علم ألمانيا.

ألمانوفيل أو تيتوفيل هي عشق وحب وتقدير لألمانيا وثقافتها وتاريخها ولغاتها وأدبها ومطبخها ومجتمعها وتطورها. أو حتى تبني القومية الألمانية - إذا جاز التعبير - على الرغم من عدم كونه ألماني العرقية أو الجنسية.